# An Introduction to Syd Barrett
| Оценки критиков | Оценки критиков |
| Источник        | Оценка          |
| --------------- | --------------- |
| Allmusic        | [ 1 ]           |
| BBC             | (без оценки)    |
| PopMatters      | [ 3 ]           |

An Introduction to Syd Barrett — сборник лучших песен британского рок-музыканта Сида Барретта, содержит материал выпущенный в период с 1967 по 1970 годы, в том числе, композиции, сочинённые Барреттом будучи в составе Pink Floyd, и его сольные песни.

## Об альбоме
Альбом содержит ряд особенностей: все песни прошли процедуру ремастеринга под руководством Дэвида Гилмора, некоторые были заново перемикшированы. Элементы обложки демонстрируют различные изображения, взятые из названий песен пластинки; эта концепция была придумана и реализована Стормом Торгерсоном. Сборник поднялся на 104-е место в британском чарте UK Albums Chart.
Также в альбоме присутствовал бонус-трек: 20-минутная инструментальная композиция «Rhamadan», её можно было скачать через интернет, купив альбом на CD или на iTunes.

## Список композиций
Слова и музыка всех песен — Сид Барретт.
1. «Arnold Layne» (ремастеринговая версия/2010) — 3:48
2. «See Emily Play» (ремастеринговая версия/2010) — 3:14
3. «Apples and Oranges» (ремастеринговая версия/2010) — 3:08
4. «Matilda Mother» (альтернативная версия; перемикшировано/2010) — 3:14
5. «Chapter 24» (ремастеринговая версия/2010) — 3:45
6. «Bike» (ремастеринговая версия/2010) — 2:00
  - Треки 1-6 исполнялись Барреттом вместе с Pink Floyd
7. «Terrapin» (ремастеринговая версия/2010) — 3:11
8. «Love You» (ремастеринговая версия/2010) — 2:49
9. «Dark Globe» (ремастеринговая версия/2010) — 3:01
10. «Here I Go» (перемикшированная версия/2010) — 3:25
11. «Octopus» (перемикшированная версия/2010) — 3:54
12. «She Took a Long Cool Look» (перемикшированная версия/2010) — 1:46
13. «If It’s in You» (ремастеринговая версия/2010) — 2:23
14. «Baby Lemonade» (ремастеринговая версия/2010) — 4:10
15. «Dominoes» (перемикшированная версия/2010) — 4:06
16. «Gigolo Aunt» (ремастеринговая версия/2010) — 5:45
17. «Effervescing Elephant» (ремастеринговая версия/2010) — 1:55
18. «Bob Dylan Blues» (ремастеринговая версия/2010) — 3:14

Бонус-трек
1. «Rhamadan» — 20:09
  - Только цифровая загрузка, если альбом был куплен на CD, или в магазине iTunes.